# Chloanthes
Chloanthes, rod biljaka medićevki iz potporodice Prostantheroideae, kojemu pripada 4 endemske vrste u Australiji. Hamefiti ili nanofanerofiti. 

## Vrste
1. Chloanthes coccinea Bartl.
2. Chloanthes glandulosa R.Br.
3. Chloanthes parviflora Walp.
4. Chloanthes stoechadis R.Br.